# Haworth (Oklahoma)
Haworth è un comune degli Stati Uniti d'America, situato nello Stato dell'Oklahoma, nella Contea di McCurtain.